# NGC 4570
NGC 4570 este o galaxie lenticulară situată în constelația Fecioara. A fost descoperită în 13 aprilie 1784 de către William Herschel. Se află la o distanță de 16,98 megaparseci de Pământ.